# Cantonul Basse-Terre-1
Cantonul Basse-Terre-1 este un canton din arondismentul Basse-Terre, Guadelupa, Franța.

## Comune
- Basse-Terre (parțial)